# Криміналістична експертиза
Криміналісти́чна експерти́за — вид судової експертизи, що досліджує сліди — відображення людей і речей для вирішення ідентифікаційних (якою конкретною особою або конкретним предметом залишено сліди), діагностичних (встановлення природи чи стану об'єктів, якими утворено сліди) або ситуаційних (встановлення механізму та умов слідоутворення) завдань.
Основні види криміналістичної експертизи такі:
- почеркознавча експертиза;
- лінгвістична експертиза мовлення;
- технічна експертиза документів;
- експертиза зброї та слідів і обставин її використання;
- трасологічна експертиза;
- фототехнічна, портретна експертиза;
- експертиза голограм;
- експертиза відео-, звукозапису;
- вибухотехнічна експертиза;
- експертиза матеріалів, речовин та виробів;
- біологічна експертиза[1].

Автори монографії «Тактика використання спеціальних знань у формі судової експертизи в процесі розслідування і розкриття злочинів» виділяють такі роди криміналістичної експертизи:
1. судово-автотоварознавча;
2. судово-балістична;
3. судово-портретна;
4. судово-почеркознавча;
5. судово-технічна експертиза документів;
6. судово-трасологічна;
7. судово-фототехнічна;
8. судова експертиза вибухових пристроїв, вибухових речовин і продуктів вибуху (пострілу);
9. судова експертиза відновлення знищених маркувальних знаків;
10. судова експертиза підроблених грошей та цінних паперів;
11. судова експертиза холодної зброї;
12. судово-одорологічна;
13. судово-фоноскопічна[2].

Криміналістичні експертизи проводяться у судово-експертних установах.
Криміналістичні експертизи також поділяються на традиційні, формування яких належить до періоду виникнення і становлення судових експертиз, нетрадиційні, що сформувалися в останні десятиліття XX ст., а також матеріалознавчі — різні види дослідження матеріалів, речовин і виробів.
До традиційних експертиз при цьому належать: почеркознавча; авторознавча; технічна експертиза документів; трасологічна; балістична (вогнепальної зброї, набоїв, слідів пострілу); холодної зброї; портретна; вибухотехнічна.
До нетрадиційних експертиз належать: фототехнічна; відеофонографічна; експертиза відновлення знищених маркувальних знаків.
До матеріалознавчих експертиз належать: експертиза об'єктів волокнистої природи; експертиза лакофарбових матеріалів і покриттів; експертиза нафтопродуктів і паливно-мастильних речовин; експертиза скла; експертиза металів, сплавів і виробів з них (металографічна); експертиза полімерних матеріалів; експертиза пластмас, гуми й виробів з них; експертиза наркотичних та психотропних речовин; експертиза рідин, що містять спирт; експертиза парфумерних і косметичних засобів; експертиза наявності шкідливих речовин у навколишньому середовищі.
Метою криміналістичної експертизи є встановлення фактичного стану об'єкта; можливості проведення певних дій; обставин, за яких були проведені дії; невидимих слідів зашифрованого змісту; групової належності об'єктів або їх тотожності. Об'єктами експертизи можуть бути тексти документів та підписи на них, відбитки печаток і штампів, сліди рук, ніг, знарядь злому та інструментів, транспортних засобів, зброя, боєприпаси тощо.